# Ratko Vujović
Ratko Vujović, črnogorski general, * 16. december 1916, † 29. oktober 1977.

## Življenjepis
Leta 1936 je odšel v Prago na študij agronomije, a je že istega leta odšel v Španijo, kjer se je do leta 1939 boril v španski državljanski vojni; vmes je leta 1938 postal član KPJ.
Leta 1941 se je pridružil NOVJ; med vojno je bil politični komisar in poveljnik več enot; nazadnje je bil načelnik Operativnega štaba za Kosmet.
Po vojni je bil namestnik načelnika II. uprave GŠ JLA, pomočnik poveljnika za zaledje armade, poveljnik korpusa, načelnik uprave v SSNO,...